# Казело (Асти)
Казело је насеље у Италији у округу Асти, региону Пијемонт.
Према процени из 2011. у насељу је живело 42 становника. Насеље се налази на надморској висини од 330 м.